# Миракян, Ваан Агабекович
Ваан (Ваган) Агабекович Миракян (арм. Վահան Միրաքյան; 6 ноября 1866, Шулаверы, Тифлисский уезд, Тифлисской губернии Российской империи — 21 марта 1942, Тбилиси, Грузинская ССР) — армянский и советский поэт, драматург. Член Союза писателей СССР (c 1934).

## Биография
Учился в школе при монастыре Санаин. В 1888 году окончил Горийскую учительскую семинарию, получил специальность педагога. С 1889 г. учительствовал в Шулаверы, Джалалоглы, Эчмиадзинской грузинской семинарии, Нухах, Нахичевани-на-Дону, Тифлисе и др.
В 1924 году переехал в Ереван. Работал в школе им. Дзержинского учителем армянского языка и литературы.

## Творчество
Дебютировал, как поэт в 1887 году в журнале «Агпюр» (Тбилиси) со стихотворением «Три розы». Поэма Миракяна «Охота на Лалваре» впервые была опубликована в 1901 году в журнале «Марч». Это стихотворение было переведено на русский в 1942 г. и на персидский языки. По поэме «Охота на Лалваре» созданы спектакль, опера и художественный фильм.
В. Миракян — автор также пьесы «Свадьба Мануша», «На пороге новой деревни», «Жена Пятачка». Печатался под псевдонимом Mиp-Коно.
Большую популярность приобрёл своей поэмой «Лалвары ворс» (Охота на Лалваре), в которой отображена жизнь кочевья летом на склонах гор Лалвар и Лори.
Автор с большим мастерством изображал патриархальный быт и нравы жителей гор, их вековые предрассудки, жизнь порабощённой женщины и непосильную борьбу горцев с окружающей суровой природой.
Умер в Тбилиси. Похоронен в Ереване.

## Избранные публикации
- Без проводов, 1897, Тбилиси (Грузия)
- Лалвар Хант, 1901, Тбилиси (Грузия)
- На пороге села Нор, 1927 г., Ереван
- Свадьба Мануша, 1927 г., Ереван
- Жена Пятачка, 1928 г., Ереван
- Молоко, 1938, Ереван
- Библиотека армянских классиков. Смбат Шахазиз, Оганес Оганесян, Александр Цатурян, Ваан Миракян, Работы, 1980, Ереван